# Sunfish
Il Sunfish è una diffusa deriva introdotta negli anni '50. Può portare fino a tre persone ma viene generalmente condotta in singolo. Le sue ridotte dimensioni e peso ne permettono il trasporto sul portapacchi di una normale vettura. Il Sunfish viene utilizzato come deriva per uscite giornaliere e in regate in tutto il mondo.

## Descrizione
Il Sunfish può essere governato tramite una sola scotta e la barra del timone; è presente anche la drizza della randa che però non viene regolata in navigazione. Nei Sunfish attrezzati da regata si aggiunge un cunningham e un vang per regolare meglio la forma della vela. L'unica vela triangolare (vela latina) è inferita su una penna e il boma tramite una scotta arrotolata intorno all'armo e passante per degli ochielli presenti sulla vela.
Una sola persona può facilmente governare il Sunfish, il minimo bordo libero, la ridotta altezza dell'albero, privo di sartie e il piccolo pozzetto autosvuotante la rendono facile da gestire in caso di scuffia (rovesciamento). Lo scafo quasi piatto e la potenza della vela latina rendono molto facile portare in planata il Sunfish. Grazie al suo costo ridotto e alla facilità di conduzione ha incontrato una notevole popolarità, soprattutto negli Stati Uniti.

## Regata
Si tengono ogni anno campionati regionali, nazionali e mondiali. Recentemente il XXXVII Campionato del Mondo si è tenuto in New Jersey (USA), vinto da Sebastian ¨Chan¨ Mera della Repubblica Dominicana.

## Storia
Negli anni 1940, Cortlandt Heyniger and Alex Byran fondarono la ditta Alcort (sincrasi dei loro nomi).
La prima barca costruita dall'Alcort è stata il Sailfish. Lanciato nel 1945 era il predecessore del Sunfish avendo le stesse dimensioni e identico armo, differiva per lo scafo, in legno e compensato marino, ancora più semplice del Sunfish, privo di pozzetto, simile a una grossa tavola da surf con una deriva di legno che si infilava in una fessura passante lo scafo. Veniva venduto in kit per l'autocostruzione o come barca finita.
Carl Meinelt - uno dei primi dipendenti dell'Alcort - creò il primo modello di Sunfish, ancora in legno e compensato,  nel 1951 come kit di montaggio. Dal 1959 lo scafo venne commercializzato in fibra di vetro. Attualmente, i diritti di costruzione del Sunfish sono detenuti dalla LaserPerformance.
La classe Sunfish divenne popolare tra gli anni 1960 e 1970. L'associazione di classe fu fondata dall'AMF/Alcort nel 1969 e divenne la Classe Internazionale Sunfish (ISCA) nel 1984 con il riconoscimento ufficiale da parte della International Yacht Racing Union (ora la International Sailing Federation).

## Evoluzione
La barca è stata modificata nel 1972 con la modifica dell'attacco del timone, per ovviare al problema dello sgancio (previsto per proteggere il timone dagli urti contro bassi fondali o scogli) del timone in caso di violente manovre.
Nel 1970 AMF lanciò un nuovo tipo di chiglia arrotondata denominata AMFlite e dopo il 1972 un'ulteriore modifica: Windflite mantenendo, in entrambi i casi, lo stesso modello di coperta del Sunfish tradizionale.

## Super Sunfish
Dal 1976 fino al 1980 l'AMF costrui una variante denominata Super Sunfish. La modifica consisteva nell'introduzione di un armo simile a quello del Laser (barca a vela). Il Super Sunfish veniva venduto anche come kit di modifica per i Sunfish esistenti.
La superficie velica maggiore consentiva una maggiore velocità a discapito di una maggiore complicazione dell'armamento.